# Asarum maculatum
Asarum maculatum är en piprankeväxtart som beskrevs av Takenoshin Nakai. Asarum maculatum ingår i släktet hasselörter, och familjen piprankeväxter. Inga underarter finns listade i Catalogue of Life.